# Felix Hamrin
Felix Teodor Hamrin (Mönsterås, 14 gennaio 1875 – Jönköping, 27 novembre 1937) è stato un politico svedese.
È stato Primo ministro della Svezia dal 6 agosto al 24 settembre 1932.